# Tom Ramshaw
Tom Ramshaw, född 18 november 1991, är en kanadensisk seglare.
Ramshaw tävlade för Kanada vid olympiska sommarspelen 2016 i Rio de Janeiro, där han slutade på 21:a plats i finnjolle.